# Shirley Gordon
Shirley Gordon (verheiratete Olafsson; * 10. April 1927 in Vancouver; † 23. November 2019) war eine kanadische Hochspringerin.

## Karriere
Obwohl sie mit einem Klumpfuß geboren wurde und bis zum Alter von 15 Jahren auf Krücken angewiesen war, versuchte sie sich in der Schule in verschiedenen Sportarten. Sie entschied sich schließlich für den Hochsprung, bei dem sie den damals üblichen Schersprung so variierte, dass sie mit ihrem starken rechten Fuß absprang und landete.
Bei den Olympischen Spielen 1948 in London wurde sie Elfte und bei den British Empire Games 1950 in Auckland Fünfte.
1949 wurde sie Kanadische Meisterin. Ihre persönliche Bestleistung von 1,56 m stellte sie am 30. Juni 1948 in Vancouver auf.
2004 wurde sie in die BC Sports Hall of Fame aufgenommen.